# Чарлз, Джон (медик)
Сэр Джон Алекса́ндр Чарлз (англ. Sir John Alexander Charles; 26 июля 1893, Медомсли, графство Дарем — 6 апреля 1971, Ньюкасл-апон-Тайн) — британский медик, с 1950 по 1958 годы — главный санитарный врач Великобритании, затем — ответственный сотрудник Всемирной организации здравоохранения.

## Семья
Родился 26 июля 1893 года в Стэнли, графство Дарем в семье Джона Чарлза старшего, врача и мирового судьи и была Маргарет Дьюар.
В 1947 году Джон Чарлз женился на Мадлен Фрэнсис Хьюм, старшей дочери Уильяма Эррингтона Хьюма (1879—1960), почётного профессора медицины в Даремском университете, у них родились сын и дочь.

## Биография
Учился в школе в Сент-Бис, а затем в грамматической школе в Ньюкасл-апон-Тайне. В 1916 году окончил Медицинский колледж Даремского университета.
Во время Первой мировой войны служил в Королевском армейском медицинском корпусе и дослужился до звания капитана. С 1917 года служил во Франция, Бельгии и Италии. С 1919 по 1924 годы проходил службу в Британской рейнской армии, расквартированной на территории Германии.
После демобилизации, в 1925 году получил диплом по общественному здравоохранению в Кембриджском университете. С 1925 года работал туберкулёзным врачом в городской больнице Ньюкасл-апон-Тайна. С 1928 года — помощник, а с 1932 года —  инспектор здравоохранения в Ньюкасл-апон-Тайне.
В 1944 году переехал в Лондон, где работал вторым заместителем главного санитарного врача при Министерстве здравоохранения Великобритании. Показал хорошие результаты и создал эффективную систему взаимодействия между министерством, больницами и частными практикующими врачами, поэтому после ухода в отставку в 1950 году своего непосредственного руководителя — начальника медицинской службы сэра Уилсона Джеймсона, получил назначение на его место. Чарлз стал первым главным санитарным врачом Великобритании, создавшим систему взаимодействия Министерства здравоохранения с министерствами внутренних дел и образования. Благодаря деятельности Чарлза была также налажена более тесная интеграцией научных медицинских исследований и их практическая реализация, чем при его предшественниках. Вместе с тем, Чарлз не уделял должного внимания борьбе с курением, а также хоть и поддерживал меры Всемирной организации здравоохранения по ограничению использования героина в качестве обезболивающего, не смог в полной мере реализовать имплиментацию рекомендаций ВОЗ в своей стране. В 1958 году оставил пост главного санитарного врача по достижении предельного для государственных служащих возраста 65 лет
.
После своей отставки активно работал в ВОЗ: был председателем её исполнительного комитета с 1957 по 1958 годы, в 1959 году он председательствовал на Двенадцатой Всемирной ассамблеи здравоохранения, в 1960 году  — на Четвертом экспертном комитета по управлению здравоохранением. С 1960 года и почти до самой смерти — старший советник в секретариате ВОЗ в Женеве. Скончался 6 апреля 1971 в Ньюкасл-апон-Тайне.

## Награды
Премия Фонда Леона Бернара (1962).